# Artère méningée postérieure
Pour les articles homonymes, voir Artère méningée.
L'artère méningée postérieure (ou artère méningée de Cruveilhier) est une artère systémique paire du cou. Elle vascularise la dure-mère de l'étage postérieur du cerveau.

## Origine
L'artère méningée postérieure est une branche de l'artère pharyngienne ascendante.

### Variations anatomiques
L'artère méningée postérieure peut rarement naître de l'artère vertébrale ou de l'artère occipitale ou de l'artère carotide interne cervicale ou de l'artère cérébelleuse inféro-postérieure.

## Trajet
L'artère méningée postérieure commence par un trajet extra-crânien, puis se poursuit par un trajet intra-crânien. 

### Trajet extra-crânien
L'artère méningée postérieure commence par un trajet tortueux. Elle longe la face latérale de l'arc postérieur de l'atlas.
Elle se dirige en fonction de ses variations anatomiques vers le foramen jugulaire ou vers le foramen magnum pour pénétrer dans la fosse crânienne postérieure.

### Trajet intra-crânien
Son trajet intra-crânien longe la crête occipitale interne et la faux du cervelet. Il se termine au niveau de la tente du cervelet et la faux du cerveau après avoir vascularisé la dure-mère de la fosse crânienne postérieure.